# Marathon de Berlin 2009
Navigation
Édition précédente Édition suivante
Le Marathon de Berlin de 2009 est la 36e édition du Marathon de Berlin, en Allemagne, qui a eu lieu le dimanche 20 septembre 2009. C'est le troisième des World Marathon Majors à avoir lieu en 2009 après le Marathon de Boston et le Marathon de Londres. L'Éthiopien Haile Gebrselassie remporte la course masculine avec un temps de 2 h 6 min 8 s, signant son quatrième succès consécutif dans cette épreuve. L'Éthiopienne Atsede Habtamu s'impose chez les femmes en 2 h 24 min 47 s.

## Résultats

### Hommes
| Rang | Athlète            | Nationalité | Temps           |
| ---- | ------------------ | ----------- | --------------- |
|      | Haile Gebrselassie | Éthiopie    | 2 h 06 min 08 s |
|      | Francis Kiprop     | Kenya       | 2 h 07 min 04 s |
|      | Negari Terfa       | Éthiopie    | 2 h 07 min 41 s |
| 4    | Dereje Debele Tulu | Éthiopie    | 2 h 09 min 41 s |
| 5    | Alfred Kering      | Kenya       | 2 h 09 min 52 s |
| 6    | Girma Assefa       | Éthiopie    | 2 h 09 min 58 s |
| 7    | Eshetu Wendimu     | Éthiopie    | 2 h 12 min 28 s |
| 8    | Atsushi Fujita     | Japon       | 2 h 12 min 54 s |
| 9    | Kensuke Takahashi  | Japon       | 2 h 13 min 00 s |
| 10   | Cuthbert Nyasango  | Zimbabwe    | 2 h 13 min 19 s |

### Femmes
| Rang | Athlète             | Nationalité | Temps   |
| ---- | ------------------- | ----------- | ------- |
|      | Atsede Habtamu      | Éthiopie    | 2:24.47 |
|      | Silvia Skvortsova   | Russie      | 2:26.24 |
|      | Mamitu Daska        | Éthiopie    | 2:26.38 |
| 4    | Rosaria Console     | Italie      | 2:26.45 |
| 5    | Genet Getaneh       | Éthiopie    | 2:27.09 |
| 6    | Leah Malot          | Kenya       | 2:29.17 |
| 7    | Tatyana Arysova     | Pologne     | 2:32.17 |
| 8    | Jacqueline Nyetipei | Kenya       | 2:34.16 |
| 9    | Maja Neuenschwander | Suisse      | 2:35.44 |
| 10   | Hayley Haining      | Royaume-Uni | 2:36.08 |

### Fauteuils roulants (hommes)
| Rang | Athlète | Nationalité | Temps |
| ---- | ------- | ----------- | ----- |
|      |         |             |       |
|      |         |             |       |
|      |         |             |       |

### Fauteuils roulants (femmes)
| Rang | Athlète | Nationalité | Temps |
| ---- | ------- | ----------- | ----- |
|      |         |             |       |
|      |         |             |       |
|      |         |             |       |